# Scenopinus butleri
Scenopinus butleri är en tvåvingeart som beskrevs av Kelsey 1969. Scenopinus butleri ingår i släktet Scenopinus och familjen fönsterflugor.
Artens utbredningsområde är Arizona. Inga underarter finns listade i Catalogue of Life.